# یوشینوبو میاکه
یوشینوبو میاکه (انگلیسی: Yoshinobu Miyake؛ زادهٔ ۲۴ نوامبر ۱۹۳۹) وزنه‌بردار اهل ژاپن است.
وی در مسابقات کشوری و بین‌المللی در مجموع برندهٔ ۹ مدال طلا، ۱ مدال نقره، ۱ مدال برنز شده‌است.